# Flăcări în taiga
Flăcări în taiga (în rusă Дерсу Узала, transliterat: Dersu Uzala) este un film de aventuri sovietic din 1961, regizat de Agasi Babaian după un scenariu inspirat din cărțile autobiografice Prin Ținutul Ussuri (1921; По Уссурийскому краю. Путешествие в горную область Сихотэ-Алинь) și Dersu Uzala (1923; Дерсу́ Узала́. Из воспоминаний о путешествии по Уссурийскому краю в 1907 году) ale exploratorului rus Vladimir Arseniev (1872–1930), care descriu expedițiile sale de explorare a regiunii munților Sihote-Alin din Orientul Îndepărtat Rus la începutul secolului al XX-lea. Rolul personajului titular este interpretat de actorul kazah Kasîm Jakibaev.
Filmul prezintă prima expediție a căpitanului Arseniev în ținutul străbătut de râul Ussuri (un afluent al fluviului Amur) până la țărmul Oceanului Pacific – care a avut loc la începutul secolului al XX-lea și a stat la baza colonizării acelui teritoriu siberian pustiu și a construirii unor întreprinderi industriale de mare anvergură, – și evocă figura vânătorului nanai Dersu Uzala (călăuza expediției), transmițând astfel un mesaj de prietenie între popoarele sovietice.
O a doua ecranizare a cărților lui Arseniev intitulată tot Dersu Uzala a fost realizată în 1975, ca o coproducție sovieto-japoneză, de regizorul japonez Akira Kurosawa. Filmul lui Kurosawa a câștigat Premiul de Aur și Premiul FIPRESCI la Festivalul Internațional de Film de la Moscova din 1975, Premiul Oscar pentru cel mai bun film străin în 1976 și mai multe alte premii.

## Rezumat

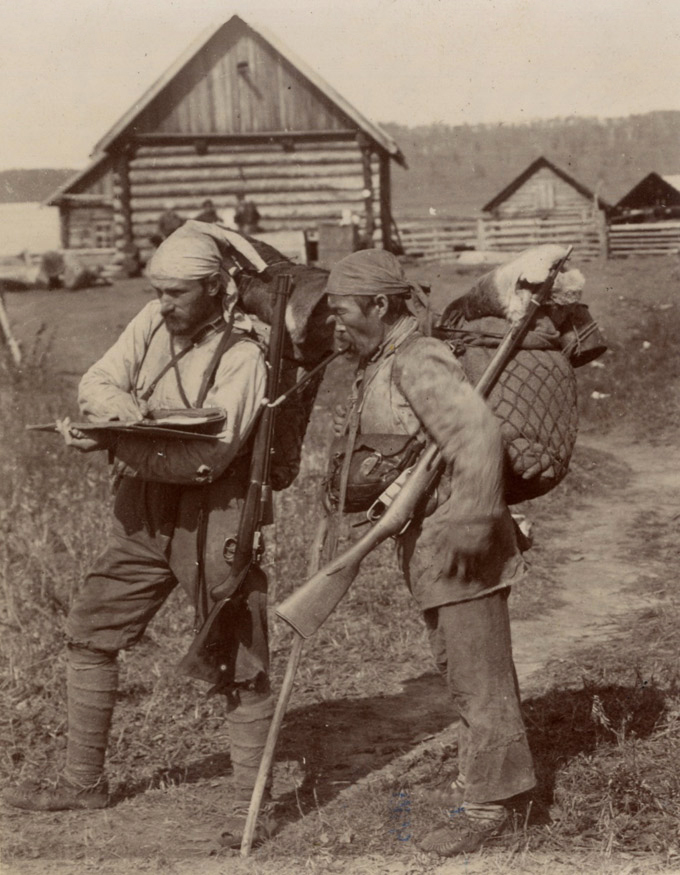
Căpitanul Arseniev și călăuza Dersu Uzala (1906).

Ofițerul topograf rus Vladimir Arseniev este informat în primăvara anului 1908 că poliția descoperise trupul neînsuflețit al unui om din populațiile nomade, care fusese ucis în taigaua Extremului Orient și nu avea la el niciun act de identitate, ci doar o carte de vizită a ofițerului. Bărbatul asasinat este identificat a fi Dersu Uzala, iar gândurile ofițerului zboară în trecut în perioada când cei doi s-au cunoscut.
În vara anului 1902 căpitanul Arseniev pornise împreună cu un mic grup de soldați într-o expediție topografică în regiunea Ussuri din estul Imperiului Rus, având misiunea să exploreze acest ținut sălbatic necunoscut (care constituia pe atunci „o pată albă pe harta lumii”), să alcătuiască o hartă și să găsească un drum de acces către Marea Japoniei. Membrii expediției se rătăcesc în taigaua siberiană și întâlnesc un vânător nomad goldi pe nume Dersu Uzala, care acceptă să servească pe post de călăuză. Vânătorul trăia în mijlocul pădurii de mai mulți ani, după moartea soției sale și a copiilor săi, se îndeletnicea cu comerțul de piei de samur și avea convingeri religioase animiste, crezând că toate elementele naturale (soarele, luna, munții, râurile, vântul, ploaia, ceața, focul, plantele) sunt ființe vii. Considerat inițial un bătrân needucat și excentric, Dersu îl surprinde pe Arseniev prin marea sa experiență de viață, prin instinctele precise, prin puterea de observație și prin compasiunea profundă față de semenii săi și de animalele pădurii.
Călătorind prin taiga, detașamentul este urmărit de un tigru siberian, pe care Dersu reușește să îl alunge doar prin forța convingerii. Membrii expediției traversează apoi o mlaștină și întâlnesc un grup de braconieri, pe care îi alungă din ținutul Ussuri după ce le confiscă pieile și coarnele de animale obținute ilegal. Sosirea toamnei îi surprinde la poalele lanțului muntos Sihote-Alin, iar Dersu descoperă o rădăcină de ginseng (plantă cunoscută pentru proprietățile ei energizante). Câtva timp mai târziu, căpitanul Arseniev găsește în albia unui râu o bucată de cărbune și, despărțindu-se de detașament, merge împreună cu Dersu să caute depozitul ei de proveniență. În cursul acestei expediții ofițerul se îmbolnăvește și nu se mai poate deplasa, iar viața sa este pusă în pericol de un incendiu forestier care izbucnește curând; Dersu îl scoate din foc, cărându-l în spate, și îi salvează însemnările. Cei doi se reunesc apoi cu detașamentul, iar căpitanul se odihnește câteva zile în satul unor țărani ruși fugiți de pe meleagurile lor din cauza asupririi țariste, după care își continuă drumul.
Sosirea iernii îi surprinde pe drum, iar deplasarea călare și pe jos devine riscantă din cauza atacurilor lupilor. Împrumutând o lotcă de la un grup de indigeni, membrii expediției navighează pe cursul unui râu aproape înghețat și suferă un accident, în care își pierd marea parte a bunurilor (haine groase, puști și cartușe, alimente etc.). În ciuda condițiilor vitrege, detașamentul își continuă călătoria în plin viscol și face un popas în plin câmp în noaptea de Anul Nou. Călătoria se încheie însă cu bine deoarece popasul a avut loc nu departe de țărmul mării, unde îi aștepta un vapor. Membrii expediției se despart acolo de călăuza lor, iar căpitanul Arseniev îi oferă lui Dersu o carabină și o carte de vizită, spunându-i că poate să-l viziteze oricând la Habarovsk.

## Distribuție
- Adolf Șestakov — căpitanul Vladimir Klavdievici Arseniev[9][23][25][26][27]
- Kasîm Jakibaev — călăuza goldi Dersu Uzala[6][9][23][25][26][27]
- Nikolai Gladkov — pușcașul cazac Turtîghin[23][25][27]
- Lev Lobov — pușcașul cazac Zaciurski[23][25][27]
- Aleksandr Baranov — pușcaș, membru al expediției militare[23][25][27]
- Spiridon Grigoriev — pușcaș, membru al expediției militare[23][25][27]
- A.D. Evstifeev — pușcaș, membru al expediției militare[23][25][27]
- Mihail Medvedev — braconierul hunhuz[23][25][27]
- Piotr Liubeșkin — refugiatul bărbos din satul Vladimirov[23][25][27]
- Nikolai Hriașcikov — ghidul local de la începutul expediției[23][25][27]
- A. Konciuga[23][25][27]

## Producție

### Cinematografia de călătorie
Publicul cinefil a fost atras dintotdeauna de filmele de aventuri (documentare sau de ficțiune) care prezintă expediții de pionierat în diferite locuri ale lumii, în cursul cărora au fost descoperite și cercetate continente noi, ținuturi noi sau alte locuri necunoscute, și au ca personaje exploratori îndrăzneți ce au călătorit pe pământ, pe mare și prin aer. Motivul acestui interes deosebit îl reprezintă contactul cu situații extraordinare, cu peisaje inedite și cu obiceiuri diferite de cele ale spectatorilor.
La vremea realizării acestui film, cinematografia de călătorie avea o tradiție îndelungată îndeosebi în țările occidentale, dar era considerată compromisă de unii critici din țările Blocului răsăritean (precum Tudor Caranfil) din cauza existenței unor producții pline de clișee rasiste, în care colonizatorii albi încercau să-i civilizeze pe băștinași sub amenințarea armelor de foc, sau a unor producții aventuroase naive, în care exploratorii aduceau în orașele lor de reședință băștinași sălbatici și musculoși gen Tarzan, alături de maimuțe și crocodili. Filmele sovietice de călătorii au încercat să se deosebească de producțiile occidentale printr-un conținut „uman și generos” elaborat potrivit ideologiei realismului socialist. Cele mai cunoscute filme sovietice de călătorie realizate până în anii 1960 sunt Mikluho-Maklai (1947) și Călătorie peste trei mări (1957), care erau considerate de Tudor Caranfil „un adevărat pamflet la adresa rasismului” (primul film) și, respectiv, „o caldă evocare a începutului legăturilor de prietenie dintre popoarele rus și indian” (al doilea film).

### Scenariul filmului

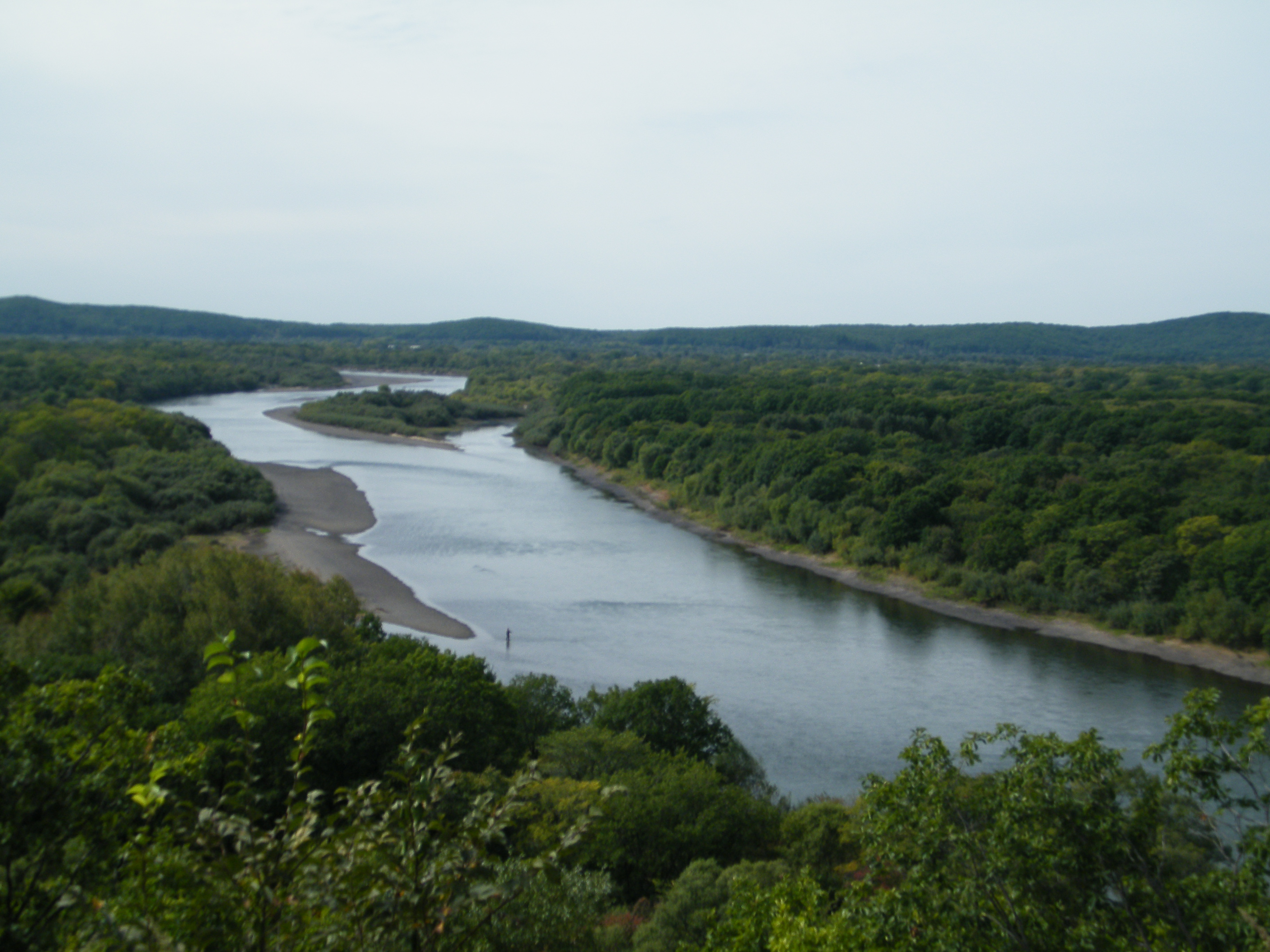
Râul Ussuri în apropierea satului Gornîe Kliuci

Tânărul Igor Bolgarin (n. 1929) a scris un scenariu cinematografic, după două cărți ale lui Vladimir Arseniev: Prin Ținutul Ussuri (1921; По Уссурийскому краю. Путешествие в горную область Сихотэ-Алинь) și Dersu Uzala (1923; Дерсу́ Узала́. Из воспоминаний о путешествии по Уссурийскому краю в 1907 году). Ofițerul topograf și exploratorul rus Vladimir Arseniev a condus mai multe expediții de cercetare în Orientul Îndepărtat în primele decenii ale secolului al XX-lea, fiind însoțit în unele dintre ele de călăuza Dersu Uzala, și a cartografiat zone aproape necunoscute până atunci. Însemnările sale au stat la baza cărților sus-menționate, care au fost folosite ca un material documentar important pentru viitoarele expediții în acea regiune și l-au inspirat ulterior pe Aleksandr Fadeev în scrierea romanului neterminat Ultimul din Udeghe. Toate aceste expediții au reprezentat preludiul industrializării regiunii Siberia în epoca sovietică și al colonizării acestui teritoriu.
Scenariul filmului Flăcări în taiga prezintă prima expediție a lui Arseniev prin ținutul străbătut de râul Ussuri (un afluent al fluviului Amur) până la țărmul Oceanului Pacific, refăcând „cu rigurozitate științifică” traseul acelei expediții desfășurate prin taigaua siberiană pe parcursul unei veri, toamne și ierni și făcând cunoscută figura vânătorului goldi Dersu Uzala (călăuza expediției). Încheierea filmului cu despărțirea fericită a lui Arseniev și Dersu după prima expediție topografică și eliminarea scenelor care arată incapacitatea adaptării lui Dersu la viața de la oraș și reîntoarcerea ulterioară în sălbăticie (care există în filmul lui Kurosawa) au creat impresia că scenaristul a vrut să purifice filmul de orice fel de interpretări politice cu privire la efectele urbanizării forțate și a sedentarizării populației indigene.

### Filmări
Filmul a fost produs în 1961 de compania sovietică Mosnaucifilm (Моснаучфильм) din Moscova, care producea în principal filme cu caracter științific. Producția a fost coordonată de directorul N. Makarov și de redactorul G. Kemarskaia, care au apelat la ajutorul profesorului Nikolai Kabanov, care a fost folosit aici pe post de consultant. Regizorul filmului a fost cineastul sovietic de origine armeană Agasi Babaian.
Filmările au fost realizate pe peliculă color cu formatul de 70 mm de către o echipă de operatori formată din Aleksandr Zilbernik, Iuri Razumov și K. Habeev, sub coordonarea directorului de imagine Anatoli Kaznin Rolurile principale au fost interpretate de actorii Adolf Șestakov (Arseniev) și Kasîm Jakibaev (Dersu Uzala). Decorurile filmului au fost proiectate de Gheorghi Rojalin. Sunetul a fost înregistrat de inginerul Kirill Bek-Nazarov, iar muzica a fost compusă de compozitorul georgian Merab Parțhaladze și a fost interpretată de o orchestră dirijată de Viktor Smirnov. Lungimea peliculei este de 2.350 de metri sau, după altă sursă, de 2.355 de metri.

## Recepție

### Lansare
Flăcări în taiga a fost lansat oficial la 21 octombrie 1961 în Uniunea Sovietică. El a fost distribuit apoi și în alte țări comuniste din Blocul răsăritean precum Republica Socialistă România (1 ianuarie 1962) și Republica Populară Polonă (septembrie 1962, difuzat împreună cu scurtmetrajul de animație Rudy al Blankăi Pugacz).
Premiera filmului în România a avut loc în 1 ianuarie 1962; filmul, care a fost prezentat de presa epocii drept „un documentar științific” desfășurat într-un cadru exotic și ca „un documentar artistic deosebit de instructiv și atrăgător”, destinat îndeosebi amatorilor de literatură de călătorie, a rulat în perioada următoare în unele cinematografe bucureștene precum Maxim Gorki și Popular (ianuarie 1962), V. Alecsandri (ianuarie 1962), Flacăra (ianuarie 1962), Central și Înfrățirea între popoare (ianuarie 1962), 16 Februarie (ianuarie 1962), Alex. Popov (ianuarie 1962), Olga Bancic (ianuarie 1962), Luceafărul (februarie 1962), C-tin David (februarie 1962), 8 Mai (martie–aprilie 1962) ș.a., dar și în unele cinematografe din alte orașe (de exemplu, la Constanța, Pitești, Pașcani, Bacău, Tulcea, Craiova, Iași, Galați, Rădăuți, Târgu Mureș, Brașov, Sibiu, Câmpulung Muscel, Vaslui, Bârlad, Tecuci, Carei, Oradea, Satu Mare, Toplița, Brăila, Timișoara, Roman, Piatra Neamț, Odorheiu Secuiesc, Gura Humorului, Miercurea Ciuc ș.a.), inclusiv până în august 1963. Flăcări în taiga a fost difuzat în premieră de Televiziunea Română în ziua de luni 26 februarie 1962 și apoi în a doua zi a „Săptămânii filmului pentru copii”, organizate în perioada 27–31 martie 1962 la Palatul Pionierilor din București.
Pus în umbră de celebra ecranizare a lui Kurosawa, filmul lui Agasi Babaian a fost redescoperit odată cu trecerea timpului. Astfel, proiecția acestui film la 11 septembrie 2020 în amfiteatrul de pe Sportivnaia Naberejnaia din Vladivostok a deschis o serie de evenimente dedicate exploratorului rus Vladimir Arseniev (a 120-a aniversare a sosirii exploratorului în Extremul Orient și a 90-a aniversare a morții sale). Cu ocazia acestor evenimente au avut loc proiecții ale filmului în peste 30 de locuri din regiune: școli, case de cultură și cinematografe.

### Aprecieri critice

#### Calitățile filmului
Criticii contemporani au considerat că acest film este deosebit de interesant și de educativ atât prin prezentarea poetică a frumuseților naturale ale taigalei siberiene (relieful, hidrografia, flora și fauna) în diferite anotimpuri ale anului, cât și prin evidențierea stilului de viață și trăsăturilor sufletești ale călăuzei Dersu Uzala, și au susținut că spectatorii îl vor îndrăgi pe vânătorul nanai care cunoaște tainele taigalei și manifestă compasiune față de vietățile pădurii și un devotament profund față de semenii săi. Filmul lui Babaian reconstituie „cu dinamism și fidelitate” o expediție topografică a căpitanului Arseniev și, potrivit criticului Tudor Caranfil, conține o mare parte din ingredientele genului: „o acțiune bogată în neprevăzut, situații pline de încordare, scene exotice din viața ascunsă a taigalei”. Sunt combinate aici „mijloacele directe și convingătoare” ale filmului documentar cu „forța emoțională” a filmului artistic, iar rezultatul acestei combinații este „un portret cinematografic”, care înfățișează, printr-o dozare inspirată a imaginilor, peisaje sălbatice „de o copleșitoare măreție” și cu o paletă bogată de culori și scene impresionante precum lupta cerbilor sau incendiul forestier.
În paralel cu prezentarea epică a expediției, cineastul Agasi Babaian realizează o observare psihologică atentă a personajelor, integrând astfel „în general organic” un filon caracterologic în desfășurarea acțiunii, dar fără a obține însă „o contopire desăvîrșită”, ceea ce-l face pe criticul Al. Racoviceanu să constate că „se simte uneori prezența a două stiluri cinematografice: unul care utilizează modalitatea cronicii în relatarea evenimentelor, celălălt preferînd introspecția, perspectiva în adîncimea caracterelor”. Cei care se impun în centrul atenției sunt vânătorul Dersu Uzala și exploratorul Vladimir Arseniev, doi oameni diferiți aduși împreună de întâmplare și între care se leagă o relație de prietenie bazată mai puțin pe cuvinte și mai mult pe fapte. Vânătorul Dersu, un om al taigalei cu convingeri antropomorfice, care manifestă iubire pentru ființele și fenomenele naturii, se alătură expediției pe post de călăuză și devine curând indispensabil prin cunoștințele sale practice, uimindu-i pe exploratori prin respectul său față de natură și prin devotamentul dovedit pentru activitatea științifică a căpitanului Arseniev. Personajul, interpretat „discret și sobru”, „cu o vastă gamă de mijloace și cu o adîncime neobișnuită”, de Kasîm Jakibaev, este prezentat într-un mod „cald și convingător” în scene deosebit de poetice precum cea în care lasă o legătură cu alimente, surcele și chibrituri într-o colibă pustie pentru drumeții ce se vor rătăci pe acolo. Figura exploratorului Arseniev este conturată într-un mod similar, dar mai puțin aprofundat decât în cazul lui Dersu, fiind scoase în evidență tenacitatea sa în îndeplinirea misiunii încredințate și încrederea că munca sa va deveni foarte utilă în viitor. Personajul, care pătrunde în taiga fără „trufia «civilizatorului»”, observă cu amărăciune dificultățile cu care se confruntă puținii locuitori ai acestui ținut pustiu și le transmite speranța că vremurile viitoare vor fi mai bune.
În opinia criticilor, valoarea artistică a filmului Flăcări în taiga se datorează modului în care autorii săi au reușit să surprindă veridic frumusețea sălbatică a unei regiuni puțin cunoscute, conturării unor caractere umane deosebite și memorabile și interpretării la un nivel înalt a personajelor principale. Jurnalistul C. Potîngă a susținut că acest film poate constitui, de asemenea, o lecție de geografie instructivă și interesantă pentru tineri și a recomandat difuzarea sa în școli și cluburi și apoi purtarea unor discuții libere.

#### Aspecte propagandistice
Presa românească din perioada comunistă a subliniat existența în acest film a unor aspecte artistice în conformitate cu ideologia politică a epocii. Astfel, militarii ruși își exprimă opoziția față de politica imperialistă a țarului, căruia „nu-i mai ajunge Rusia” și vrea să stăpânească un teritoriu tot mai vast. În plus, respectând indicațiile politicii ateiste a regimului comunist, realizatorii acestui film pun accentul pe calitățile umane ale lui Dersu în comparație cu cele ale militarilor ruși și condamnă astfel misticismul creștin care îi face pe aceștia să se considere superiori unui „păgân” cu o gândire marcată de superstiții.
Criticul Val. Coliban evidenția în cronica sa prietenia care se formează între cele două personaje principale ale filmului: ofițerul Arseniev, intelectualul devotat și „cu largă viziune asupra viitorului patriei”, și vânătorul Dersu Uzala, omul simplu provenit din rândul maselor populare, și sublinia că ei „prefigurează fizionomia morală a omului sovietic”, care va dezvolta regiunea Ussuri în viitor, după răsturnarea regimului țarist. Viitorul regiunii, pe care spectatorii contemporani din epoca sovietică îl cunoșteau deja, este sugerat în mod indirect prin viziunea prefacerilor profunde ce urmau să aibă loc ca rezultat al acestei expediții și al celor următoare pentru descoperirea resurselor naturale.
Într-o recenzie, scriitorul și producătorul de film Atanasie Toma a susținut că atitudinea umanistă a personajului Dersu Uzala se aseamănă cu cea a locuitorilor contemporani din țările cu un regim comunist: „Aici, iubirea față de om e ridicată de realizatori la coordonate ce par a atinge sublimul. Atitudinile lui Dersu sînt de aceea ca o prelungire în timp și spațiu spre noi, spre relațiile născute de umanismul comunist, către ziua în numele căreia conducătorul expediției întreprinde temerara sa încercare. Astfel, deseori apare în film un dialog neauzit între trecut și viitor, o legătură nevăzută, ca o rază de lumină într-o lume de întuneric.”. Spre deosebire de soldații ruși, ancorați în misticism, exploratorului Arseniev, conducătorul expediției, i se conturează figura unui om al viitorului, care înțelege profund scopul misiunii sale și își exprimă încrederea că munca sa va servi cândva popoarelor Rusiei prin industrializarea regiunii Siberia și valorificarea rațională a resurselor sale. Arseniev afirmă, de altfel, la un moment dat: „Cândva aici vor veni oameni, vor înălța uzine și vor construi orașe”.

#### Comparația cu filmul lui Kurosawa
Această primă ecranizare a poveștii lui Dersu Uzala a produs puțin ecou în Uniunea Sovietică, fiind considerată mai mult un film de televiziune. Un regizor sovietic i-ar fi spus în 1971 cineastului japonez Akira Kurosawa că filmul lui Babaian era greoi și foarte arid. Kurosawa însuși considera, potrivit celor menționate de istoricul de film american Donald Richie în cartea The Films of Akira Kurosawa, că acest film era doar o poveste de aventuri superficială care nu scotea suficient în evidență calitățile morale ale personajului principal.
În opinia unor critici, filmul lui Babaian prezintă mai explicit mediul natural al taigalei decât filmul lui Kurosawa, având aspectul unui documentar artistic. Babaian introduce frecvent secvențe documentare despre animale și plante, trecând pe un plan secundar relația care se formează între căpitanul Arseniev și Dersu Uzala. Ecranizarea lui Kurosawa conferă o mai mare importanță relației între cele două personaje principale în contextul interacțiunilor cu natura. Astfel, în cea de-a doua ecranizare, secvența viscolului urmărește să evidențieze eroismul lui Dersu care salvează viața căpitanului, în timp ce secvența vânătorii cerbului are rolul de a arăta că personajul își dă seama că și-a pierdut acuitatea vizuală și că nu mai poate supraviețui în taiga.

## Legături externe
- en  Flăcări în taiga la Internet Movie Database
- ru  Дерсу Узала (1961) pe site-ul kino-teatr.ru